# 武藤啟
武藤啟（12月22日—），日本漫畫家，女性，愛知縣出身。

## 經歷
高中畢業後，致力參加HMC（花とゆめマンガ家コース）的應募，連續投稿五次後得獎出道。

## 作品
- 變裝俏女孩、全13冊、原名《ネバギバ!（日语：ネバギバ!）》
- 尋找未婚夫、全2冊、原名
- 天才劣等生、全1冊
- 天使SOS、全5冊、原名
- 愛情實驗室、全1冊、原名《愛っていうのはね》
- 公主SOS、全1冊
- 爱你不放手、全1冊、原名《ギュッてね?》
- 芝麻开门、全1冊、原名《オープンセサミ》
- OH!我的王子、全3冊、原名《Oh! myプリンス》
- 这不就是恋爱吗?、原名《っていうか恋じゃね?》（2009年起连载于月刊プリンセス）